# Gerhard Pyrek
Gerhard Pyrek (* 27. März 1940) ist ein ehemaliger deutscher Fußballspieler, der in den 1960er und 1970er Jahren im DDR-Fußball für den SC Neubrandenburg und die TSG Wismar spielte. 

## Sportliche Laufbahn
Bis 1962 spielte Gerhard Pyrek mit der landwirtschaftlichen Betriebssportgemeinschaft (BSG) Traktor Nossentiner Heide in der zu dieser Zeit viertklassigen Bezirksliga Neubrandenburg. Mit Beginn der Saison 1962/63 schloss er sich dem zweitklassigen DDR-Liga-Aufsteiger SC Neubrandenburg an. Von den 26 Punktspielen absolvierte er 14 Partien und war mit acht Toren erfolgreich. Nachdem er 1963/64 nur in sechs Ligaspielen eingesetzt worden war und der SC Neubrandenburg in die DDR-Oberliga aufgestiegen war, wechselte Pyrek innerhalb der DDR-Liga zur TSG Wismar. Dort wurde er als Stürmer sofort zum Stammspieler, kam in 30 Ligaspielen 27-mal zum Einsatz und wurde mit 14 Treffern erstmals Torschützenkönig der Wismarer. Mit zehn, acht und dreizehn Toren wurde er 1968, 1969 und 1972 erneut bester Schütze seiner Mannschaft. Bis 1974 hatte Pyrek in jeder Spielzeit einen Stammplatz sicher. 1972 wurde er mit der TSG Liga-Staffelsieger und nahm an den Aufstiegsspielen zur Oberliga teil. Er absolvierte alle acht Begegnungen, schoss zwei der elf Wismarer Tore, doch seine Mannschaft wurde unter fünf Mannschaften nur Vierter und verpasste so den Aufstieg. Pyrek war 34 Jahre alt, als er 1974/75 in seine letzte DDR-Liga-Saison ging. Nachdem er nur noch in zwei Ligaspielen eingesetzt worden war und erstmals nach 1964 ohne Torerfolg geblieben war, beendete er im Sommer 1975 seine Laufbahn im Leistungsfußball. Innerhalb von 13 Spielzeiten war er auf 250 DDR-Liga-Spiele gekommen, in denen er 87 Tore erzielt hatte. Hinzu kamen die acht Aufstiegsspiele mit zwei Treffern.